# Bélesta-en-Lauragais
Bélesta-en-Lauragais is een gemeente in het Franse departement Haute-Garonne (regio Occitanie) en telt 114 inwoners (2009). De plaats maakt deel uit van het arrondissement Toulouse.

## Geografie
De oppervlakte van Bélesta-en-Lauragais bedraagt 5,5 km², de bevolkingsdichtheid is dus 20,7 inwoners per km².
De onderstaande kaart toont de ligging van Bélesta-en-Lauragais met de belangrijkste infrastructuur en aangrenzende gemeenten.

## Demografie
Onderstaande figuur toont het verloop van het inwonertal (bron: INSEE-tellingen).